# BlayZE
BlayZE（ブレイズ）は、福岡を拠点に活動するグループ。「ジワおも系ファンキーユニット」と呼ばれ、誰にでもわかりやすい楽曲中心に幅広いジャンルを提供するパフォーマンス集団である。

## メンバー
- DAIKI - リーダー
- ALARM - サブリーダー
- CHIHIRO
- Ue-sun

## 経歴

### 2015年
- 1月結成
- キャナルシティ博多にて異例のリリースが無い状況での無料ライブを開催。約500名程の動員に成功。
- 12月23日福岡市にあるLiveHouse CBにてワンマンライブ開催

### 2016年
- 3月23日　1st mini album『ARE U READY? 〜背水の陣〜』を発売。
- 12月31日　ベイサイドプレス博多にて開催されたカウントダウンライブにてベストパフォーマンス賞を受賞

### 2017年
- 3月8日、2nd mini ALBUM 『it’s Color-full』リリース
- 5月14日　BlayZE One-Live2017 It'sColor-full!!~you painting now!!~をスカラエスパシオにて開催。予定していた客席数を遥か超えた動員に成功した。

## 作品
|     | タイトル                  | 発売日        | 品格品番      | 備考    |
| --- | ------------------------- | ------------- | ------------- | ------- |
| 1st | ARE U READY? 〜背水の陣〜 | 2016年3月27日 | 5201603270001 | CD      |
| 2nd | it's Color-full           | 2017年3月1日  | RBST-011      | CD＋DVD |

## 出演

### テレビ
- めんたいワイド
- J：COM

### ラジオ

#### crossFM
- アラジンのバカヤローラジオ2017年1月度テーマソング
- BAY SIDE FESTIVAL VIPゲスト出演

#### エアステーションHIBIKI
- しぃなのミュージックカクテル　ゲスト出演
- 聖子の部屋へようこそ　ゲスト出演